# جون ليتس
جون ليتس (بالإنجليزية: John Letts)‏ هو لاعب كرة مضرب أمريكي، ولد في 11 مايو 1964 في هيوستن في الولايات المتحدة.

## وصلات خارجية
- جون ليتس على موقع رابطة محترفي التنس (الإنجليزية)
- جون ليتس على موقع الاتحاد الدولي لكرة المضرب (الإنجليزية)
- جون ليتس على موقع خلاصة التنس.كوم (الإنجليزية)